# ジェイミー・ロマック
ジェームズ・ロバート・ロマック（James Robert Romak、1985年9月30日 - ）は、カナダ連邦オンタリオ州ロンドン出身の元プロ野球選手（内野手）。右投右打。

## 経歴

### プロ入りとブレーブス傘下時代
2003年のMLBドラフト4巡目（全体127位）でアトランタ・ブレーブスから指名され、プロ入り。この年は傘下のルーキー級ガルフ・コーストリーグ・ブレーブスで19試合に出場し、打率.176だった。
2004年はアパラチアンリーグのルーキー級ダンビル・ブレーブスで48試合に出場し打率.190・5本塁打・22打点を記録した。
2005年はルーキー級ダンビルで34試合に出場し打率.274・7本塁打・27打点を記録した。
2006年はA級ローム・ブレーブスで108試合に出場し打率.247・16本塁打・68打点だった。

### パイレーツ傘下時代
2007年1月19日にマイク・ゴンザレス、ブレント・リリブリッジとのトレードで、アダム・ラローシュと共にピッツバーグ・パイレーツへ移籍した。A級ヒッコリー・クロウダッズで開幕を迎え、4月30日にA+級リンチバーグ・ヒルキャッツへ昇格。A+級リンチバーグでは85試合に出場し、打率.252・15本塁打・45打点だった。
2008年はA+級リンチバーグで77試合に出場し打率.279・18本塁打・57打点をマーク。7月29日にAA級アルトゥーナ・カーブへ昇格、33試合に出場し、打率.208・7本塁打・23打点だった。
2009年はAA級アルトゥーナで64試合に出場したが、打率.175・5本塁打・24打点と結果を残せず、6月26日にA+級リンチバーグへ降格。A+級リンチバーグでは42試合に出場し、打率.213・3本塁打・14打点だった。オフの11月9日にFAとなった。

### ロイヤルズ傘下時代
2010年1月16日にカンザスシティ・ロイヤルズとマイナー契約を結んだ。開幕後はA+級ウィルミントン・ブルーロックスで82試合に出場。打率.304・7本塁打・48打点と結果を残し、7月にAA級ノースウエストアーカンソー・ナチュラルズへ昇格。45試合に出場し、打率.278・6本塁打・16打点だった。オフの11月2日にFAとなったが、マイナー契約で再契約した。
2011年はAA級ノースウエストアーカンソーで124試合に出場し、打率.251・23本塁打・71打点だった。オフの9月16日に第39回IBAFワールドカップとグアダラハラパンアメリカン競技大会の野球カナダ代表に選出された。ワールドカップでは銅メダル、パンアメリカン競技大会では金メダルを獲得している。11月8日にマイナー契約で再契約を結んだ。
2012年はAAA級オマハ・ストームチェイサーズで11試合に出場し、打率.147だった。

### カージナルス傘下時代
2012年5月17日に金銭トレードでセントルイス・カージナルスへ移籍。移籍後はAAA級メンフィス・レッドバーズで31試合に出場したが、6月23日にAA級スプリングフィールド・カージナルスへ降格。AA級スプリングフィールドでは64試合に出場し、打率.267・10本塁打・42打点だった。オフの11月2日にFAとなった。11月20日にカージナルスとマイナー契約で再契約した。
2013年はAAA級メンフィスで134試合に出場し、打率.242・22本塁打・74打点だった。オフの11月4日にFAとなった。

### ドジャース時代
2013年11月16日にロサンゼルス・ドジャースとマイナー契約を結んだ。
2014年はAAA級アルバカーキ・アイソトープスで開幕を迎えた。開幕後は48試合に出場。打率.272・13本塁打・30打点と結果を残し、5月28日にドジャースとメジャー契約を結んだ。同日のシンシナティ・レッズ戦でメジャーデビュー。7回裏2死の場面でクレイトン・カーショウの代打として出場し、二ゴロに終わった。その後15試合に出場したが、打率.048と結果を残せず6月25日にDFAとなり、28日にAAA級アルバカーキへ降格した。オフの11月3日にFAとなった。

### ダイヤモンドバックス時代
2014年11月22日にアリゾナ・ダイヤモンドバックスとマイナー契約を結んだ。
2015年はAAA級リノ・エーシズで開幕を迎えた。8月9日にメジャー契約を結んで40人枠入りしたが、11月10日にFAとなった。

### DeNA時代
2015年11月13日にNPBの横浜DeNAベイスターズがロマックの獲得を発表した。担当スカウトはライル・イェーツで、背番号はこの年まで在籍したアーロム・バルディリスが着けていた52。サムスン・ライオンズへ移籍したバルディリスの穴を埋めるべく、強打の三塁手としての活躍が期待されていた。
2016年には、春季キャンプ中から三塁守備で課題が露呈したため、一軍公式戦では開幕から右翼手としてスタメンに起用された。マイナーリーグ通算で200本塁打を記録した長打力を買われての起用だったが、相手投手への対応に苦慮し、打率は0割台にまで落ち込んだ。我慢強い性格で知られる監督のアレックス・ラミレスをして「我慢の限界」と言わしめ、4月だけで2度にわたって二軍に降格された。この事態を受け、球団は急遽新外国人打者の獲得に動き、5月にスイッチヒッターのエリアン・エレラを獲得した。6月と9月に代打要員として一軍に復帰したものの、いずれも短期間で二軍に戻された。結局、通算30試合の出場に留まり期待された本塁打は1本も打てず、打率.113（71打数8安打）・2打点と低迷。チームは史上初のクライマックスシリーズ進出を果たしたが、ロマック自身はシリーズ前の10月1日に帰国。シリーズ終了後の10月17日に球団から戦力外通告を受けた。ただ、ネット上の人気は高くTwitterでは「#ロマックがんばれ」というハッシュタグがトレンドに入ることもあった。

### パドレス傘下時代
2016年11月20日にサンディエゴ・パドレスとマイナー契約を結んだ。2017年はシーズン開幕前の2月8日に第4回WBCのカナダ代表に選出された。1次ラウンドの3試合に出場したが、打率.125（8打数1安打5三振）で本塁打を放てず、チームも2次ラウンド進出を逃した。
シーズンではAAA級エル・パソ・チワワズで迎えた。4月には、打率.372・11本塁打・25打点という好成績で、リーグの月間MVPに選ばれた。

### SK・SSG時代
エルパソでの活躍に加えて、DeNA時代の担当スカウトだったライル・イェーツが2017年からKBOリーグのSKワイバーンズのコーチに転じたことを背景に、不振により退団したダニー・ワースの代役として、同年5月7日付でSKと契約。登録名は、ロメク（로맥）。レギュラーシーズンでは、5月の初出場から21試合で2ケタ本塁打に達するなど長打力を発揮したが、7月には一時二軍に降格していた。同年、レギュラーシーズン開幕後に契約を結んだ外国人選手としては、KBO史上最多の31本塁打を記録した。
韓国2年目となる2018年は、開幕から好調で本塁打を量産。最終的にタイトル獲得は逃したものの、43本塁打を記録した。
2019年はファン投票枠でKBOオールスターゲームに選出された。オールスターに参加するのは日米時代を合わせても自身初であり、ホームランダービーでは優勝を飾りファンを沸かせた。
2020年はチーム2位の32本塁打、91打点を記録した。また、自身初となるティップ・オニール賞を受賞した。
チーム名がSSGランダースに変わった2021年は、107試合の出場で打率.225・20本塁打・52打点の成績で2020年と比べて数値は低下した。2021年10月31日、同年限りでの現役引退が報じられ、11月30日に発表された2022年保留選手名簿から除外され自由契約となった。

### 現役引退後
2022年より、地元のカナダ・オンタリオ州ロンドンにある野球選手育成組織「グレート・レイク・カナディアンズ」のプレーヤー・パフォーマンス・ディレクターに就任した。

## 詳細情報

### 年度別打撃成績
| 年 度    | 球 団    | 試 合 | 打 席 | 打 数 | 得 点 | 安 打 | 二 塁 打 | 三 塁 打 | 本 塁 打 | 塁 打 | 打 点 | 盗 塁 | 盗 塁 死 | 犠 打 | 犠 飛 | 四 球 | 敬 遠 | 死 球 | 三 振 | 併 殺 打 | 打 率 | 出 塁 率 | 長 打 率 | O P S |
| -------- | -------- | ----- | ----- | ----- | ----- | ----- | -------- | -------- | -------- | ----- | ----- | ----- | -------- | ----- | ----- | ----- | ----- | ----- | ----- | -------- | ----- | -------- | -------- | ----- |
| 2014     | LAD      | 15    | 23    | 21    | 2     | 1     | 1        | 0        | 0        | 2     | 3     | 0     | 0        | 0     | 0     | 2     | 0     | 0     | 8     | 1        | .048  | .130     | .095     | .226  |
| 2015     | ARI      | 12    | 16    | 15    | 2     | 5     | 2        | 0        | 0        | 7     | 1     | 0     | 0        | 0     | 0     | 1     | 0     | 0     | 6     | 0        | .333  | .375     | .467     | .842  |
| 2016     | DeNA     | 30    | 85    | 71    | 7     | 8     | 1        | 0        | 0        | 9     | 2     | 0     | 0        | 0     | 1     | 12    | 0     | 1     | 30    | 2        | .113  | .247     | .127     | .374  |
| 2017     | SK SSG   | 102   | 416   | 359   | 58    | 87    | 19       | 0        | 31       | 199   | 64    | 1     | 1        | 0     | 1     | 50    | 2     | 6     | 116   | 6        | .242  | .344     | .554     | .898  |
| 2018     | SK SSG   | 141   | 616   | 528   | 102   | 167   | 19       | 0        | 43       | 315   | 107   | 10    | 5        | 0     | 6     | 72    | 0     | 10    | 123   | 7        | .316  | .404     | .597     | 1.001 |
| 2019     | SK SSG   | 137   | 589   | 504   | 86    | 139   | 28       | 1        | 29       | 256   | 95    | 6     | 3        | 0     | 6     | 73    | 3     | 6     | 117   | 11       | .276  | .370     | .508     | .878  |
| 2020     | SK SSG   | 139   | 586   | 485   | 85    | 137   | 32       | 0        | 32       | 265   | 91    | 4     | 2        | 0     | 4     | 91    | 5     | 6     | 116   | 5        | .282  | .399     | .546     | .945  |
| 2021     | SK SSG   | 107   | 421   | 355   | 52    | 80    | 11       | 0        | 20       | 151   | 55    | 1     | 0        | 0     | 3     | 59    | 4     | 1     | 83    | 9        | .225  | .340     | .426     | .765  |
| MLB：2年 | MLB：2年 | 27    | 39    | 36    | 4     | 6     | 3        | 0        | 0        | 9     | 4     | 0     | 0        | 0     | 0     | 3     | 0     | 0     | 14    | 1        | .167  | .231     | .250     | .481  |
| NPB：1年 | NPB：1年 | 30    | 85    | 71    | 7     | 8     | 1        | 0        | 0        | 9     | 2     | 0     | 0        | 0     | 1     | 12    | 0     | 1     | 30    | 2        | .113  | .247     | .127     | .374  |
| KBO：5年 | KBO：5年 | 626   | 2628  | 2231  | 386   | 610   | 109      | 1        | 155      | 1186  | 409   | 22    | 11       | 0     | 20    | 345   | 11    | 32    | 555   | 38       | .273  | .376     | .532     | .907  |

- 各年度の太字はリーグ最高

### 年度別守備成績
| 年 度 | 球 団  | 一塁  | 一塁  | 一塁  | 一塁  | 一塁  | 一塁     | 二塁  | 二塁  | 二塁  | 二塁  | 二塁  | 二塁     | 三塁  | 三塁  | 三塁  | 三塁  | 三塁  | 三塁     | 右翼  | 右翼  | 右翼  | 右翼  | 右翼  | 右翼     | 左翼  | 左翼  | 左翼  | 左翼  | 左翼  | 左翼     |
| 年 度 | 球 団  | 試 合 | 刺 殺 | 補 殺 | 失 策 | 併 殺 | 守 備 率 | 試 合 | 刺 殺 | 補 殺 | 失 策 | 併 殺 | 守 備 率 | 試 合 | 刺 殺 | 補 殺 | 失 策 | 併 殺 | 守 備 率 | 試 合 | 刺 殺 | 補 殺 | 失 策 | 併 殺 | 守 備 率 | 試 合 | 刺 殺 | 補 殺 | 失 策 | 併 殺 | 守 備 率 |
| ----- | ------ | ----- | ----- | ----- | ----- | ----- | -------- | ----- | ----- | ----- | ----- | ----- | -------- | ----- | ----- | ----- | ----- | ----- | -------- | ----- | ----- | ----- | ----- | ----- | -------- | ----- | ----- | ----- | ----- | ----- | -------- |
| 2014  | LAD    | 1     | 14    | 1     | 0     | 3     | 1.000    | -     | -     | -     | -     | -     | -        | 1     | 0     | 0     | 0     | 0     | .---     | 3     | 3     | 0     | 0     | 0     | 1.000    | -     | -     | -     | -     | -     | -        |
| 2015  | ARI    | 1     | 3     | 0     | 1     | 0     | .750     | -     | -     | -     | -     | -     | -        | -     | -     | -     | -     | -     | -        | -     | -     | -     | -     | -     | -        | 2     | 0     | 0     | 0     | 0     | .---     |
| 2016  | DeNA   | 3     | 14    | 0     | 0     | 1     | 1.000    | -     | -     | -     | -     | -     | -        | -     | -     | -     | -     | -     | -        | 19    | 33    | 2     | 1     | 2     | .972     | -     | -     | -     | -     | -     | -        |
| 2017  | SK SSG | 49    | 323   | 16    | 1     | 29    | .997     | 6     | 5     | 2     | 2     | 0     | .778     | 15    | 7     | 19    | 4     | 3     | .867     | 55    | 80    | 4     | 0     | 2     | 1.000    | -     | -     | -     | -     | -     | -        |
| 2018  | SK SSG | 132   | 1026  | 68    | 8     | 90    | .993     | -     | -     | -     | -     | -     | -        | 12    | 9     | 20    | 3     | 2     | .906     | 3     | 2     | 0     | 0     | 0     | 1.000    | -     | -     | -     | -     | -     | -        |
| 2019  | SK SSG | 130   | 1022  | 49    | 3     | 103   | .997     | -     | -     | -     | -     | -     | -        | 10    | 8     | 13    | 1     | 1     | .955     | -     | -     | -     | -     | -     | -        | -     | -     | -     | -     | -     | -        |
| 2020  | SK SSG | 124   | 947   | 48    | 10    | 111   | .990     | -     | -     | -     | -     | -     | -        | 8     | 3     | 8     | 2     | 0     | .846     | -     | -     | -     | -     | -     | -        | 1     | 0     | 0     | 0     | 0     |          |
| 2021  | SK SSG | 100   | 690   | 41    | 2     | 67    | .997     | -     | -     | -     | -     | -     | -        | -     | -     | -     | -     | -     | -        | -     | -     | -     | -     | -     | -        | -     | -     | -     | -     | -     | -        |
| MLB   | MLB    | 2     | 17    | 1     | 1     | 3     | .947     | -     | -     | -     | -     | -     | -        | 1     | 0     | 0     | 0     | 0     | .---     | 3     | 3     | 0     | 0     | 0     | 1.000    | 2     | 0     | 0     | 0     | 0     | .---     |
| NPB   | NPB    | 3     | 14    | 0     | 0     | 1     | 1.000    | -     | -     | -     | -     | -     | -        | -     | -     | -     | -     | -     | -        | 19    | 33    | 2     | 1     | 2     | .972     | -     | -     | -     | -     | -     | -        |
| KBO   | KBO    | 535   | 4008  | 222   | 24    | 400   | .994     | 6     | 5     | 2     | 2     | 0     | .778     | 45    | 27    | 60    | 10    | 6     | .897     | 58    | 82    | 4     | 0     | 2     | 1.000    | 1     | 0     | 0     | 0     | 0     |          |

### 背番号
- 35（2014年）
- 4（2015年）
- 52（2016年）
- 27（2017年 - 2021年）
- 26（野球カナダ代表）

### 代表歴
- 2011 IBAFワールドカップ カナダ代表
- 2011年パンアメリカン競技大会野球カナダ代表
- 2017 ワールド・ベースボール・クラシック・カナダ代表